# Enoplus tridentatus
Enoplus tridentatus är en rundmaskart som beskrevs av Félix Dujardin 1845. Enoplus tridentatus ingår i släktet Enoplus och familjen Enoplidae. Inga underarter finns listade i Catalogue of Life.